# Walter Firmo
Walter Firmo Guimarães da Silva OMC, (Rio de Janeiro, 1 de junho de 1937), é um fotógrafo brasileiro famoso por retratar ícones da música brasileira como Dona Ivone Lara, Cartola e Pixinguinha. Além disso, é conhecido por suas fotografias de festas populares de todo o Brasil, do carnaval do Rio de Janeiro ao bumba meu boi no Maranhão.

## Biografia
Filho único de José Baptista da Silva, militar e enfermeiro no Corpo de Fuzileiros Navais, e Maria de Lourdes Guimarães da Silva, doméstica, Firmo se encantou pelo colorido de casarios, paisagens e pessoas dos arredores desde cedo e, ainda jovem, se interessou por fotografia.

#### Década de 1950
Após ganhar uma Rolleiflex de seu pai e realizar curso na Associação Brasileira de Arte Fotográfica, a ABAF, iniciou sua carreira como repórter fotográfico no jornal Última Hora em 1955, no Rio de Janeiro, depois de bater à porta do local para pedir uma chance. Em 1957, Walter Firmo serviu no 1º Regimento de Infantaria do Exército. Ali, conheceu o jornalista e futuro crítico musical Sérgio Cabral que, mais tarde, foi responsável por levar o fotógrafo para o meio do samba carioca. A primeira reportagem de Firmo como jornalista foi escrita em 1960, quando trabalhava no Jornal do Brasil.

#### Década de 1960
No ano de 1964, Walter Firmo conquistou o Prêmio Esso de Reportagem, considerado a mais importante distinção conferida a profissionais de imprensa no Brasil, pela série de cinco reportagens intitulada: "Cem Dias na Amazônia de Ninguém".
Em 1966, Walter Firmo começou a trabalhar na Editora Bloch, que publicava a revista Manchete. Como repórter da Editora Bloch, permaneceu por seis meses em Nova York, em 1967, onde conheceu o bairro do Harlem e se interessou pelo jazz. Em setembro, ao voltar para o Rio de Janeiro, fez a clássica foto de Pixinguinha na cadeira de balanço. A fotografia foi veiculada na edição de 4 de novembro 1967, na Manchete.

#### Década de 1970
Walter Firmo iniciou sua  pesquisa fotográfica sobre festas populares e folclore brasileiro no ano de 1971. No mesmo período, atuou como freelancer na publicidade e fotografou para capas de discos de artistas, como: Tim Maia, Djavan, Fafá de Belém e Chico Buarque, entre outros.
No ano de 1972 teve uma breve passagem pela revista Veja e, ano seguinte, fundou a agência Câmara Três com Sebastião Barbosa e Claus Meyer. Também nesse ano foi premiado no Concurso Internacional de Fotografia da Nikon pela primeira vez - até o ano de 1982, Firmo acumulou um total de sete prêmios no mesmo concurso. Ao deixar a Câmara Três em 1974, Walter Firmo retornou para a Veja, onde ficou até 1980. Ali, cobriu eventos no Equador, Peru, Bolívia, Portugal e França para a revista Tênis Esporte, de São Paulo.

#### Década de 1980
Em 1982, Walter Firmo lançou uma coleção de 24 cartões postais em preto e branco, junto com Cafi, Pedro de Moraes e Miguel Rio Branco. O conjunto cujo título é "Os brasileiros", possui prefácio do antropólogo Darcy Ribeiro. Sua primeira exposição se realizou no ano de 1983: o Museu de Arte Moderna do Rio inaugurou a exposição "Ensaio no Tempo", com 200 fotografias. No ano seguinte ela foi exibida no MASP e na Universidade Federal do Ceará. Em 1985, a mesma mostra ainda foi apresentada em Curitiba, em Cuba e em Cabo Verde. Ainda neste ano, Walter Firmo passou a fazer parte da equipe da filial carioca da revista IstoÉ. Além disso, neste ano o fotógrafo recebeu o Prêmio Golfinho de Ouro, concedido pelo governo do Estado do Rio de Janeiro.
Em 1986, Walter Firmo se tornou diretor do Instituto Nacional de Fotografia INFoto — da Fundação Nacional de Artes (Funarte), cargo que ocupou até 1991, quando o instituto foi extinto durante o governo de Fernando Collor de Mello. Em 1989 realizou mais uma exposição: "New York, Nova Iorque", na Galeria Cândido Mendes (Rio de Janeiro, RJ). É também neste ano que o fotógrafo lançou o livro Walter Firmo: Antologia Fotográfica, publicado pelas agência Ágil e pela editora Dazibao.

#### Década de 1990
No ano de 1994, Firmo retornou à Funarte, passando a atuar na recém inaugurada área de fotografia da instituição, pela qual se aposentou em 2007. O fotógrafo também lecionou no curso de jornalismo da Faculdade Cândido Mendes, no Rio de Janeiro, e, desde então, ministra oficinas em todo o Brasil.
No ano de 1995, Walter Firmo abre a exposição "Morte e Vida segundo Walter Firmo", no Centro Cultural Unibanco, em São Paulo. No ano seguinte, abre a exposição "Nas trilhas do Rosa", no mesmo local. Na mesma ocasião, lança o livro "Nas trilhas do Rosa: uma viagem pelos caminhos do Grande Sertão: Veredas", que conta com texto do jornalista Fernando Granato.
Já em 1997, Walter Firmo inaugurou a exposição "Pixinguinha e outros batutas", na Pinacoteca do Estado de São Paulo. No ano seguinte, ganhou a Bolsa de Artes do Banco Icatu, com a qual viveu por seis meses em Paris. No fim da década de 1990, tornou-se editor de fotografia da revista Caros Amigos.

#### Década de 2000
Nos anos 2000, o fotógrafo é designado curador do Módulo de Fotografia Contemporânea Negro de Corpo e Alma, na Exposição do Redescobrimento Brasil + 500 anos, no Parque Ibirapuera, em São Paulo. No ano seguinte é publicado o livro Paris, paradas sobre imagens. E, em 2002, é publicado mais um livro: Rio de Janeiro, cores e sentimentos.
No ano seguinte, a Pequena Galeria, no Rio de Janeiro, realizou a exposição Um passeio pela nobreza. Com curadoria de Mario Cohen, a mostra reunia 24 fotografias de Firmo que retratavam artistas da música popular brasileira, como Pixinguinha, Cartola, Paulinho da Viola, Chico Buarque e Clementina de Jesus.
Em 2004, Walter Firmo foi homenageado pela Ordem do Mérito Cultural, pela sua contribuição para a cultura nacional. No ano seguinte, foi lançado o livro Firmo e, dois anos depois, é lançado o livro Álbum de Retratos: Walter Firmo, da coleção Álbum de Retratos, com texto da jornalista Cora Rónai. No ano de 2008 ocorreu o lançamento do livro Brasil: imagens da terra e do povo, organizado por Emanoel Araújo.

#### Década de 2010
Em 2010 é inaugurada a exposição Walter Firmo em preto e branco, com curadoria do fotógrafo Wilton Montenegro, no Oi Futuro Ipanema, no Rio de Janeiro. Dois anos depois a Galeria Imã, em São Paulo, inaugura a exposição Walter Firmo: Luz em corpo e alma, com curadoria de Egberto Nogueira. Três anos mais tarde, Firmo inaugurou a exposição Walter Firmo: Um olhar sobre Bispo do Rosário, na Caixa Cultural do Rio de Janeiro. Na ocasião, é  lançado o catálogo da exposição, que conta com o ensaio produzido originalmente em 1985 para a revista IstoÉ. Com texto da psicanalista Flavia Corpas, o catálogo conta também com uma entrevista com o fotógrafo realizada pelo jornalista José Castelo. No mesmo ano, o Centro Cultural Banco do Brasil de Brasília - DF exibe a exposição Luz em corpo e alma.
No ano de 2018. em maio, o IMS recebe o acervo de Walter Firmo em regime de comodato. São cerca de 145 mil imagens que estão sendo digitalizadas e catalogadas pelo instituto. Em 2019, o Museu Vale, em Vila Velha no Espírito Santo, abre a exposição O Brasil que merece o Brasil, com 168 fotografias de Walter Firmo que reunia retratos de personalidades emblemáticas do país, como Pixinguinha, Cartola, Pelé, Joãosinho Trinta, Clementina de Jesus, Bispo do Rosário, além de fotografia de anônimos e manifestações culturais de todo o Brasil.

#### Década de 2020

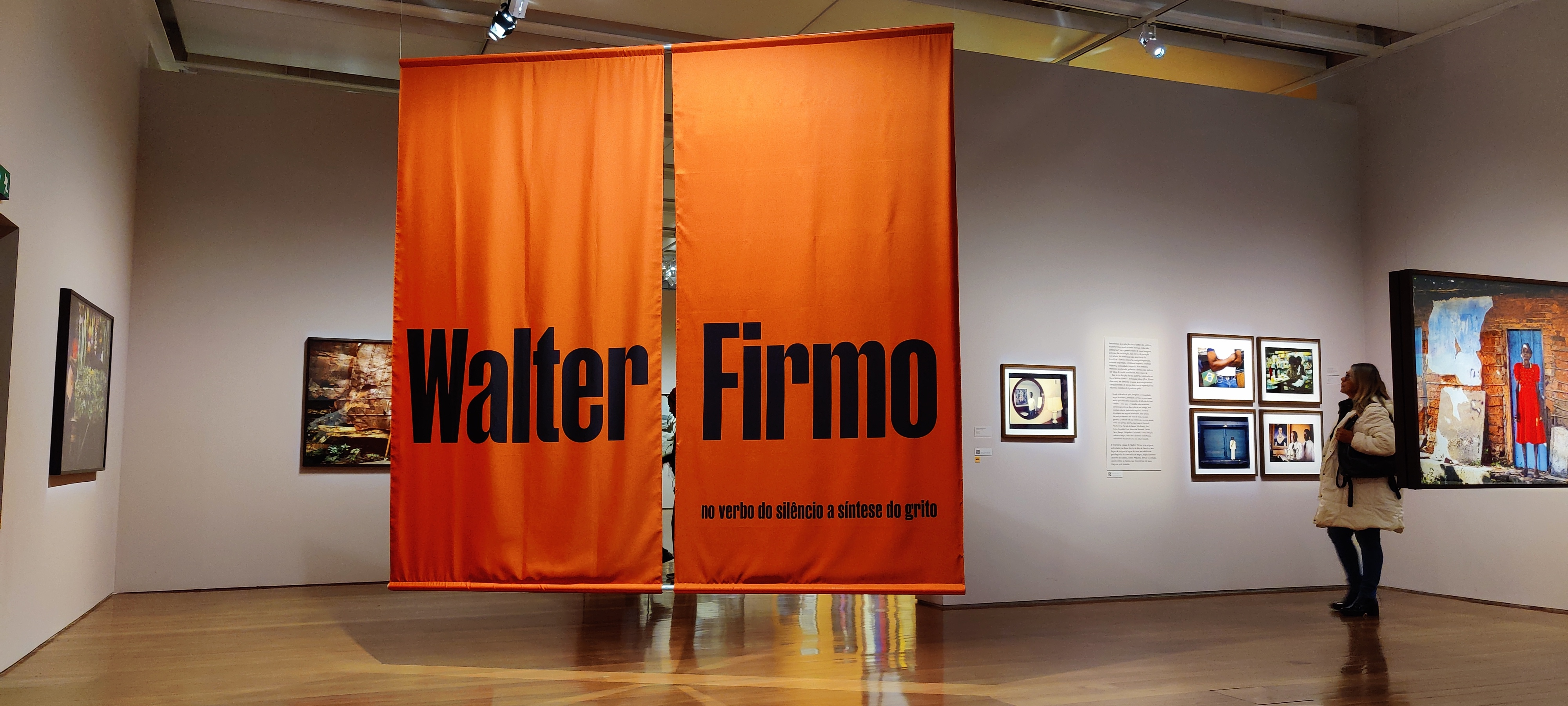
No verbo do silêncio a síntese do grito (IMS/2022)

Recentemente, em 4 de abril de 2022, foi inaugurada no IMS Paulista a exposição Walter Firmo: no verbo do silêncio a síntese do grito, com curadoria de Sergio Burgi e curadoria assistente de Janaina Damaceno Gomes. A mostra ficou em cartaz até 9 de outubro, quando seguiu para o Centro Cultural Banco do Brasil, no Rio de Janeiro, instituição parceira do IMS, onde ficou exibida no período de 9 de novembro de 2022 até  27 de março de 2023. O catálogo da exposição foi lançado em maio de 2022, com textos do próprio Firmo, de João Fernandes, diretor artístico do IMS, e dos curadores.

## Exposições
- Ensaio no Tempo (1983) no Museu de Arte Moderna do Rio;[2]
- New York, Nova Iorque (1989) na Galeria Cândido Mendes;[2]
- Morte e vida segundo Walter Firmo (1995) no Centro Cultural Unibanco;[2]
- Nas trilhas do Rosa (1996) no Centro Cultural Unibanco;[2]
- Pixinguinha e outros batutas (1997) na Pinacoteca do Estado de São Paulo;[2]
- Um passeio pela nobreza (2003) na Pequena Galeria;[2]
- Walter Firmo em preto e branco (2010) no Oi Futuro;[2]
- Walter Firmo: Luz em corpo e alma (2012) na Galeria Imã;[2]
- Walter Firmo: Um olhar sobre Bispo do Rosário (2013) na Caixa Cultural Rio de Janeiro;[2]
- O Brasil que merece o Brasil (2019) no Museu Vale;[2]
- Walter Firmo: no verbo do silêncio a síntese do grito (2022) no IMS Paulista.[2]

## Livros
- Walter Firmo: Antologia Fotográfica (1989);[5]
- Nas trilhas do Rosa: uma viagem pelos caminhos do Grande Sertão: Veredas (1996);[6]
- Paria, paradas sobre imagens (2001);[7]
- Rio de Janeiro, Cores e Sentimentos (2002);[8]
- Firmo (2005);[10]
- Álbum de retratos: Walter Firmo (2007);[11]
- Brasil: Imagens da Terra e do Povo (2008);[2]
- Walter Firmo: Um olhar sobre Bispo do Rosário (2013);[2]
- Walter Firmo: no verbo do silêncio a síntese do grito (2022).[2]

## Prêmios
- 1964 - Prêmio Esso de Reportagem por Cem dias na Amazônia de ninguém[3];
- 1973 a 1982 - 7 vezes
- 1985 - Prêmio Golfinho de Ouro;[2]
- 1998 - Bolsa de Artes do Banco Icatu;[2]
- 2004 - Ordem do Mérito Cultural.[9]

## Ver Mais
- Fotografia no Brasil
- Fotojornalismo
- Prêmio Esso de Reportagem
- Miguel Rio Branco

## Ligações  Externas
- Concurso Internacional de Fotografia da Nikon
- Walter Firmo - Itaú Cultural